# Argentinoidei
Sous-ordre
Les Argentinoidei sont un sous-ordre de poissons téléostéens. Ce sont des poissons d'eau de mer, vivant souvent en profondeur.

## Systématique
Le sous-ordre des Argentinoidei a été créé en 1971 par les ichtyologistes Peter Humphry Greenwood (1927-1995) et Donn Eric Rosen (1929–1986).

## Liste des super-familles
- Alepocephaloidea
- Argentinoidea Bonaparte, 1846

## Publication originale
- (en) P. Humphry Greenwood et Donn Eric Rosen, « Notes on the structure and relationships of the alepocephaloid fishes », American Museum Novitates, New York, Musée américain d'histoire naturelle, vol. 2473,‎ 1971, p. 1-41 (ISSN 0003-0082 et 1937-352X, OCLC 47720325, lire en ligne).